# Rainer Stiller (Journalist)
Rainer Stiller (* 14. Januar 1953; † 7. Januar 2014 in München) war ein deutscher Journalist und Autor.

## Leben
Stiller schrieb zunächst als Journalist für Tageszeitungen wie die Elmshorner Nachrichten und das Hamburger Abendblatt. Danach arbeitete er als Redakteur für die Illustrierte Bunte und die Programmzeitschrift Hörzu. 1987 wechselte er als „verantwortlicher Redakteur für Literatur und sonstiges“ zur deutschen Ausgabe des Playboy. In dieser Funktion gehörte er auch zur Jury des 4. Deutschen Krimipreises 1988 an. Außerdem schrieb er für das Magazin Liebesgeschichten unter dem Pseudonym „Max Anatol“, die als Erotische Legenden auch in Buchform publiziert wurden.
Von 1996 bis 2001 war Stiller Chefredakteur der Programmzeitschrift GONG, zu der er auch zahlreiche Artikel, teilweise unter den Pseudonymen „Peter Faber“ und auch wieder „Max Anatol“ beisteuerte.
Darüber hinaus verfasste er Reiseliteratur und schrieb Romane, beispielsweise zu den Fernsehserien Fest im Sattel und Insel der Träume.

## Werke (Auswahl)
- Fest im Sattel. Lübbe, Bergisch Gladbach 1988
- Erotische Legenden. Engelhorn-Verlag, Stuttgart 1989
- Schwarzwald. Hoffmann und Campe, Hamburg 1990
- Insel der Träume. Goldmann, 1992
- Schweiz. Mairs Geographischer Verlag, Ostfildern 1992
- Italienische Riviera. Mairs Geographischer Verlag, Ostfildern 1992
- Balearen. Bruckmann, München 1992
- Holland. Mairs Geographischer Verlag, Ostfildern 1993
- Dänemark. Mairs Geographischer Verlag, Ostfildern 1993
- Madeira. Mairs Geographischer Verlag, Ostfildern 1994
- Elba, Toskanischer Archipel. Mairs Geographischer Verlag, Ostfildern 1994
- Venedig. Mairs Geographischer Verlag, Ostfildern 1996
- Zeitreise. Mit Elvia durch fünf Jahrzehnte. MSB Matthes und Seitz, Berlin 2006